# Арийска раса
Арийска раса е наименование, използвано през късния 19 век до средата на 20 век, за да обозначи расова група, подгрупа на европеидната раса. Теориите за арийската раса и особено в нейния специфичен немски стереотип от началото на 20 век от светли черти на кожата и лицето, руса коса и т.н. лежат в основата на немския фашизъм и расизъм, както и на съвременни форми (неофашизъм, неонацизъм) и разчитат на идеята за „расово превъзходство“ на арийската раса над останалите. То се свързва с възприеманата отдалеченост от еволюционния предтеча на човека (маймуните) по външен вид, сила на духа и физиката, дисциплина, ред и т.н., без тези теории да са правили някога изследвания върху интелекта на така възприеманата арийска група, нито темата за интелектуалните достойнства на същата някога е била особено повдигана, арийците обикновено са изобразявани като физкултурници, а не като мислители.
Това е предполагаемо подразделение на европеидната раса, обединяващо народите, говорещи индоевропейски езици.
Арийци е самоназванието на древните индо-ирански народи и се приема за синоним на индоевропейци. Думата произхожда от термина „айрия“ на санскрит, със значение „благороден“. В някои западни държави терминът арийска раса се свързва с идеологията на Германската националсоциалистическа работническа партия. В този контекст става дума за опита за създаване на „чиста“ арийска раса от бели европейци.
Терминът „арийски“ се използва по-често от езиковедите за назоваване на индо-иранските езици. Името на държавата Иран произлиза от него, значещо буквално „страна на арийците“.